# TV 2 Group
TV 2 Group (TV 2 Gruppen) est un groupe audiovisuel norvégien. Il est créé en 1991 comme une coentreprise.

## Histoire
En novembre 2006, Egmont accroît sa participation dans TV2 de 33,5 % à 50 %. Le reste est détenu par le groupe de presse A-pressen. Le 9 janvier 2012, Emgont achète les 50 % détenus par A-pressen dans TV 2 pour 274 millions d'€, le groupe devenant une filiale à 100 %.

## Activités
- TV 2 AS (100 %)
- TV 2 Interaktiv AS (100 %)
- TV 2 Torget AS (100 %)
- TV 2 Invest AS (100 %)
- Kanal 24 AS (100 %)
- MosartMedialab AS (100 %)
- OB-Team AS (100 %)
- Nydalen Studios AS (100 %)
- Storm Weather Center AS (80,4 %)
- TV 2 Zebra AS (55 %)
- Nordic World AS (50 %)
- Der Du Bor (50 %)
- Phonofile AS (43,8 %)
- NA24 AS (40 %)
- Rettighetsselskapet Intrige AS (33,3 %)
- Norges Televisjon AS/NTV Pluss AS (33,33 %)